# 收割

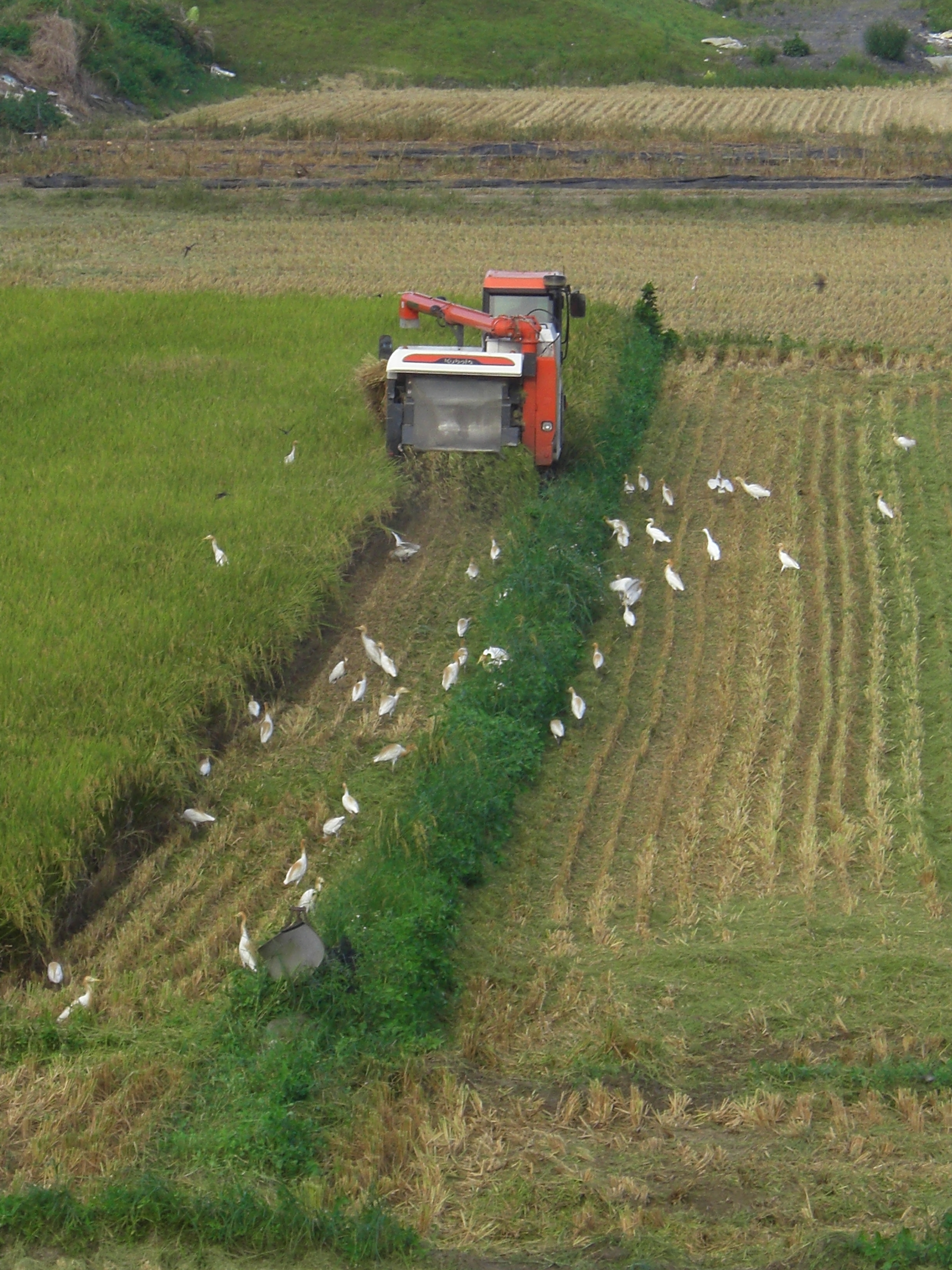
现代农业广泛使用机械收割

收割是指莊稼成熟後割下來，準備下一步處理的過程，在古代汉语叫做“穑”。《诗经·魏风·伐檀》有“不稼不穑，胡取禾三百廛兮？”《书·洪范》王肃注：“种之曰稼，敛之曰穑。”这里的“穑”单纯是指收割庄稼的含义。收割出的農作物稱為收穫。
每種農作物收割的時間都有差異，時間太早或太遲都會影響農作物的品質。
後又常用作表示努力後得到成果，英国作家萨克莱曾说：“播种思想，收割行动；播种行动，收割习惯；播种习惯，收割人格；播种人格，收割命运。”。
中國位處北半球，收割多在秋天進行，故有「秋收冬藏」之說。

## 自動化
2010年，日本研究的收割機器人能自動評斷草莓的品質，比較人類勞工所需要的時間少40%。  